# International Journal of Fuzzy Systems
International Journal of Fuzzy Systems is een internationaal, aan collegiale toetsing onderworpen wetenschappelijk tijdschrift op het gebied van de fuzzy logic. De naam wordt in literatuurverwijzingen meestal afgekort tot Int. J. Fuzzy Syst. Het wordt uitgegeven door de Taiwanese Fuzzy System Association.